# ناصر چشم‌آذر
ناصر چشم‌آذر (۱۰ دی ۱۳۲۹ – ۱۴ اردیبهشت ۱۳۹۷) موسیقی‌دان، آهنگساز و تنظیم‌کنندهٔ ایرانی بود. او برای خوانندگان سرشناس ایرانی مانند هایده، مهستی، حمیرا، ویگن، ابی، داریوش، گوگوش، ستار، حبیب، عارف، منوچهر سخایی، لیلا فروهر، بلک کتس، و… آثار بسیاری را آهنگسازی و تنظیم کرد.

## زندگی
ناصر چشم‌آذر در ۱۰ دی ۱۳۲۹ در اردبیل متولد شد و در کنار برادرش منوچهر چشم‌آذر زیر نظر پدرش اسماعیل چشم‌آذر آموزش مراحل اولیهٔ موسیقی را فرا گرفت. او در کودکی ساز آکاردئون را برگزید.

## فعالیت‌ها

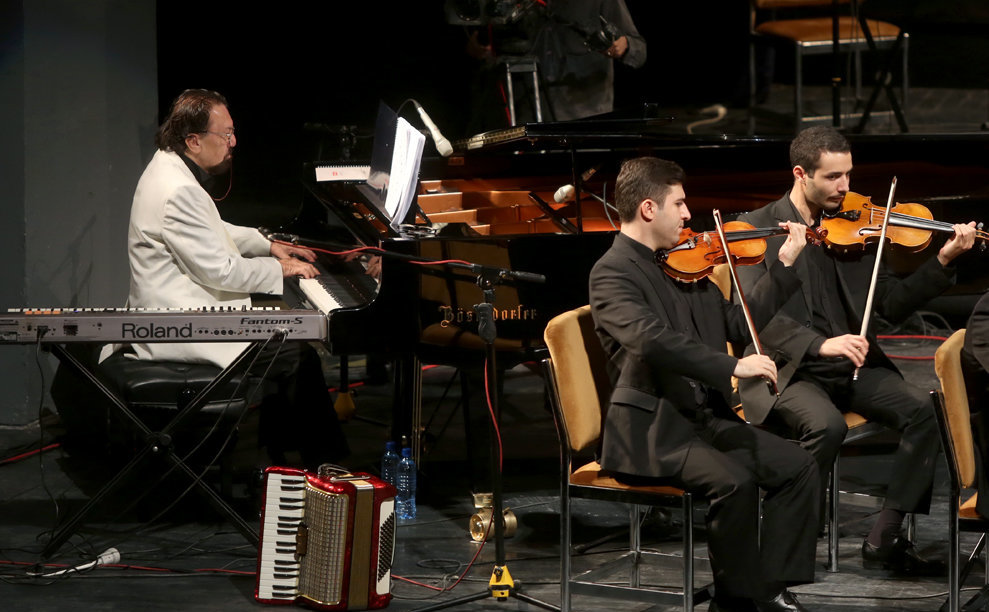
ناصر چشم‌آذر درحال اجرای کنسرت در تالار وحدت

در ۱۲ سالگی به‌همراه پدرش وارد ارکستر آذربایجانی رادیو ایران شد و در ۱۳ سالگی جایزه ویژه موسیقی را در مقطع دبیرستانی به‌خاطر نواختن آکاردئون دریافت کرد. در ۱۷ سالگی رهبری کنسرت ترتیب داده شده در سفارت ایران در عراق را برعهده گرفت. در ۱۸ سالگی به‌همراه گوگوش، سفرهای رسمی خود را آغاز نمود.
در ۲۰ سالگی برای گذراندن دوره جاز به آمریکا رفت و پس از بازگشت سرپرستی ارکستر شوی تلویزیونی پرویز قریب افشار را به عهده گرفت. در محضر استادانی چون مرتضی حنانه، ملیک اصلانیان دوره‌های تکمیلی را سپری کرد. در سال ۱۳۵۷ به مدت ۵ سال جهت تکمیل دوره موسیقی جاز و موسیقی فیلم به آمریکا مسافرت کرد. وی از پیشگامان سازهای الکترونیک در ایران بود. «باران عشق» یکی از آثار معروف اوست. پس از بازگشت به ایران از سال ۱۳۶۳ و با ساخت موسیقی متن فیلم «تاراج» به کارگردانی ایرج قادری فعالیت خود را در زمینهٔ موسیقی فیلم آغاز کرد.
وی در ۹ سالگی گرفتار یک خواب و کابوس شد که تا ۱۳ سالگی ادامه داشت و خواب را برای او سخت کرده بود و خود او این خواب را اینگونه توصیف می‌کند که «در ابتدای خواب خود را در یک اقیانوس تاریک می‌دیدم و چون شنا بلد نبودم با استرس از اینکه غرق شوم از خواب می‌پریدم تا اینکه بعد از ۵ سال به پزشک اعصاب و روان مراجعه کردم که ۱۰ عدد قرص اعصاب دیازپام به من دادن و شب اول وقتی نصف این قرص را خوردم، شب با راحتی کامل خوابیدم و تا انتهای آن اقیانوس رفتم و چاهی در آنجا دیدم که از داخل آن هفتصد رنگ با کلمه *علی علی علی… * از آن خارج می‌شد و از همان شب ارادتم به مولا علی بیشتر و بیشتر شد.»
وی اولین ملودی خود را در ۱۳ سالگی ساخت و در گام لا ماژور و ر مینور بود که مشابه نغمه‌های شوشتری و همایون موسیقی ایرانی است.
او در مورد باران عشق می‌گوید: «باران عشق، اشک مادران داغ دیده جنگ تحمیلی ایران و عراق است که بر مزار پاک گل لاله‌هایشان گریستند و گریستند و گریستند…»
سال ۷۱ سال بیکاری او بود و فقط ۱۰ هزار تومان در حسابش داشت تا اینکه بهرام بحرینی به او مراجعه کرد و درخواست آلبوم بیکران را کرد که نتیجه آن باران عشق شد و او می‌گوید «می‌خواستم واقعه کربلا را با معجزه باران عشق امام حسین و یارانش را سیراب کنم و تجسم کردم با صدای موج آب و باران ساختم و استقبال مردم فهمیدم که تنها نیستم.»

## درگذشت

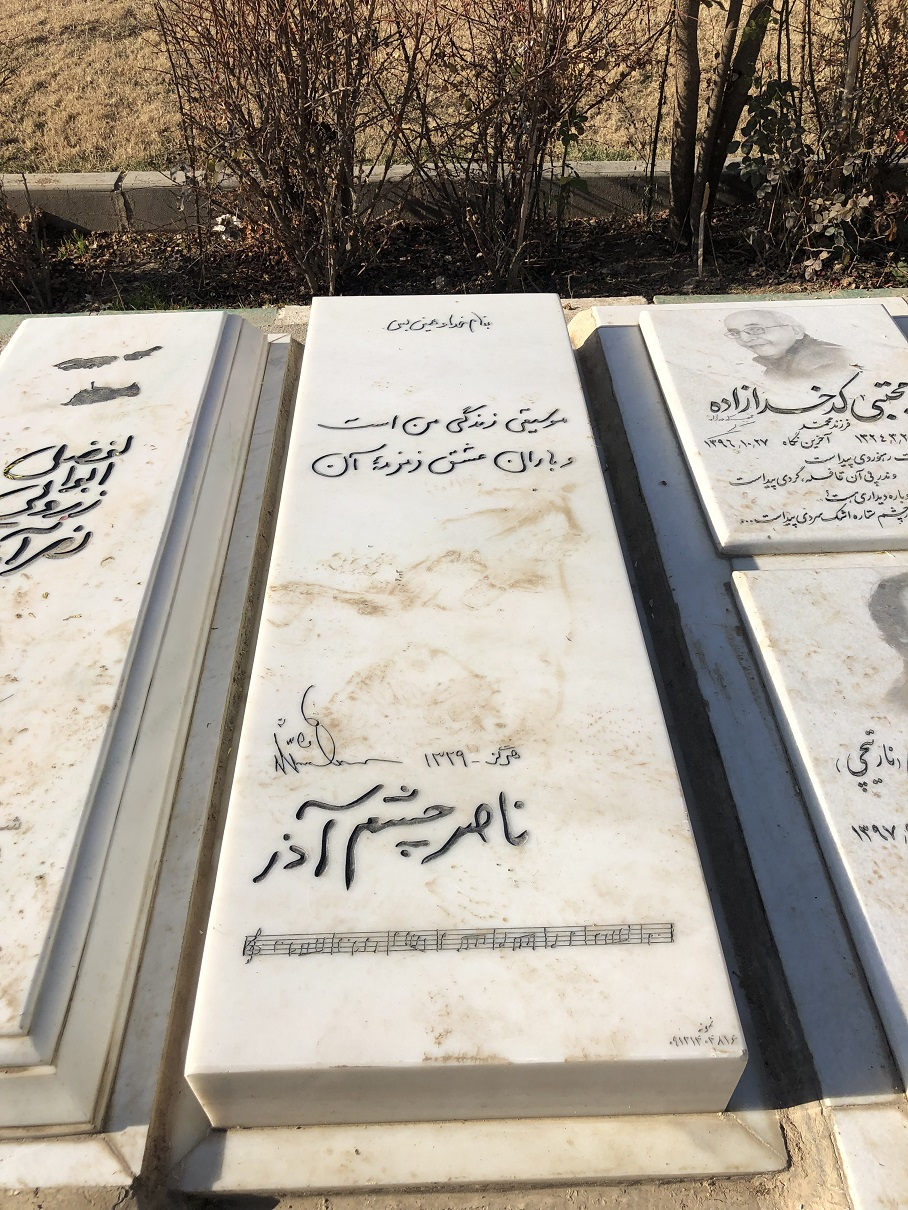
مزار چشم‌آذر در قطعه هنرمندان بهشت زهرا

ناصر چشم‌آذر بامداد روز جمعهٔ ۱۴ اردیبهشت ۱۳۹۷ بر اثر سکتهٔ قلبی در تهران درگذشت. مراسم تشییع پیکر ناصر چشم‌آذر صبح یکشنبه ۱۶ اردیبهشت ۱۳۹۷ در تالار وحدت تهران برگزار شد و پس از آن در قطعه هنرمندان بهشت زهرا به خاک سپرده شد.
مراسم یادبود ناصر چشم‌آذر روز سه‌شنبه ۱۸ اردیبهشت ۱۳۹۷ در مجتمع فرهنگی پیامبر اعظم تهران با حضور بسیاری از هنرمندان و هنردوستان برگزار شد. در این مراسم رعنا چشم‌آذر دختر ناصر چشم‌آذر به یاد پدرش آواز خواند.
در ۲ آذر ۱۳۹۷ در مراسم چهارمین «سال نوای موسیقی ایران» آیین یادبود ناصر چشم‌آذر در فرهنگسرای نیاوران برگزار شد و تندیس «سال نوا» به همسر وی (شیرین احمدلو) اهداء شد.

## آثار

### آلبوم‌های بی‌کلام
- تو برقص
- شکوفه‌های ایران
- خواهران غریب
- شب‌های تهران
- رقص‌های شاد
- باران شادی ۳
- باران شادی ۲
- باران شادی ۱
- طلوع عشق
- باران عشق
- معجزه

### موسیقی فیلم
| سال  | عنوان                            | کارگردان          |
| ---- | -------------------------------- | ----------------- |
| ۱۳۹۶ | نبات                             | پگاه ارضی         |
| ۱۳۹۴ | آن‌ها                             | احسان سلطانیان    |
| ۱۳۹۴ | رفقای خوب                        | مجید قاری‌زاده     |
| ۱۳۹۳ | آدم باش                          | مجید جوانمرد      |
| ۱۳۹۱ | دل بی‌قرار                        | قربان محمدپور     |
| ۱۳۹۱ | ساکن خانه چوبی                   | حسینعلی لیالستانی |
| ۱۳۹۱ | عملیات مهد کودک                  | فرزاد اژدری       |
| ۱۳۹۰ | دوازده صندلی                     | اسماعیل براری     |
| ۱۳۹۰ | گشت ارشاد                        | سعید سهیلی        |
| ۱۳۸۹ | مرگ سپید                         | مرتضی آتش زمزم    |
| ۱۳۸۷ | سوپر استار                       | تهمینه میلانی     |
| ۱۳۸۷ | مدیوم                            | علی توکل‌نیا       |
| ۱۳۸۶ | تسویه‌حساب                        | تهمینه میلانی     |
| ۱۳۸۶ | زن دوم                           | سیروس الوند       |
| ۱۳۸۶ | قرنطینه                          | منوچهر هادی       |
| ۱۳۸۵ | اگه می‌تونی منو بگیر              | شاهد احمدلو       |
| ۱۳۸۵ | تله                              | سیروس الوند       |
| ۱۳۸۵ | مصائب دوشیزه                     | مسعود اطیابی      |
| ۱۳۸۵ | گیس‌بریده                         | جمشید حیدری       |
| ۱۳۸۴ | آتش‌بس                            | تهمینه میلانی     |
| ۱۳۸۴ | چند می‌گیری گریه کنی              | شاهد احمدلو       |
| ۱۳۸۲ | برگ برنده                        | سیروس الوند       |
| ۱۳۸۲ | شمعی در باد                      | پوران درخشنده     |
| ۱۳۸۱ | نبات داغ                         | محمدعلی باشه‌آهنگر |
| ۱۳۸۱ | غزل                              | محمدرضا زهتابی    |
| ۱۳۸۱ | خواب و بیدار                     | مهدی فخیم‌زاده     |
| ۱۳۸۰ | ساقی                             | محمدرضا اعلامی    |
| ۱۳۸۰ | قارچ سمی                         | رسول ملاقلی‌پور    |
| ۱۳۷۸ | میکس                             | داریوش مهرجویی    |
| ۱۳۷۸ | دختران انتظار                    | رحمان رضایی       |
| ۱۳۷۸ | داستان‌های جزیره (دختردایی گمشده) | داریوش مهرجویی    |
| ۱۳۷۶ | بدلکاران                         | مهدی صباغ‌زاده     |
| ۱۳۷۶ | دنیای وارونه                     | شهریار بحرانی     |
| ۱۳۷۵ | حریف دل                          | عبدالرضا گنجی     |
| ۱۳۷۴ | آخرین مرحله                      | محسن محسنی‌نسب     |
| ۱۳۷۴ | چهره                             | سیروس الوند       |
| ۱۳۷۴ | ماه مهربان                       | قاسم جعفری        |
| ۱۳۷۴ | هفت گذرگاه                       | جمشید حیدری       |
| ۱۳۷۴ | خواهران غریب                     | کیومرث پوراحمد    |
| ۱۳۷۳ | کاکادو                           | تهمینه میلانی     |
| ۱۳۷۳ | مجازات                           | جهانگیر جهانگیری  |
| ۱۳۷۳ | می‌خواهم زنده بمانم               | ایرج قادری        |
| ۱۳۷۲ | بلندیهای صفر                     | حسینعلی لیالستانی |
| ۱۳۷۲ | پادزهر                           | بهرام کاظمی       |
| ۱۳۷۲ | تاواریش                          | مهدی فخیم‌زاده     |
| ۱۳۷۲ | چشم شیطان                        | حسن هدایت         |
| ۱۳۷۱ | بازیچه                           | تورج منصوری       |
| ۱۳۷۱ | سفرنامه شیراز                    | کیومرث پوراحمد    |
| ۱۳۷۰ | انفجار در اتاق عمل               | رحیم رحیمی‌پور     |
| ۱۳۷۰ | جیب‌برها به بهشت نمی‌روند          | ابوالحسن داوودی   |
| ۱۳۷۰ | دره شاپرک‌ها                      | فریال بهزاد       |
| ۱۳۷۰ | بانو                             | داریوش مهرجویی    |
| ۱۳۷۰ | دیگه چه خبر؟!                    | تهمینه میلانی     |
| ۱۳۶۹ | سفر جادویی                       | ابوالحسن داوودی   |
| ۱۳۶۹ | شهر خاکستری                      | حسن هدایت         |
| ۱۳۶۸ | ای ایران                         | ناصر تقوایی       |
| ۱۳۶۸ | تماس                             | خسرو ملکان        |
| ۱۳۶۸ | زیر بام‌های شهر                   | اصغر هاشمی        |
| ۱۳۶۸ | شکار خاموش                       | کیومرث پوراحمد    |
| ۱۳۶۸ | هامون                            | داریوش مهرجویی    |
| ۱۳۶۷ | دلار                             | ناصر مهدی‌پور      |
| ۱۳۶۷ | سفر عشق                          | ابوالحسن داوودی   |
| ۱۳۶۷ | طوبی                             | خسرو ملکان        |
| ۱۳۶۷ | لنگرگاه                          | کیومرث پوراحمد    |
| ۱۳۶۶ | جمیل                             | احمد بخشی         |
| ۱۳۶۶ | زمزمه                            | خسرو ملکان        |
| ۱۳۶۶ | شناسایی                          | محمدرضا اعلامی    |
| ۱۳۶۶ | شیرک                             | داریوش مهرجویی    |
| ۱۳۶۶ | غریبه                            | رحمان رضایی       |
| ۱۳۶۶ | کمینگاه                          | سیروس تسلیمی      |
| ۱۳۶۶ | محموله                           | سیروس الوند       |
| ۱۳۶۵ | اجاره‌نشین‌ها                      | داریوش مهرجویی    |
| ۱۳۶۴ | سمندر                            | محمود کوشان       |
| ۱۳۶۳ | تاراج                            | ایرج قادری        |

### مجموعهٔ تلویزیونی
| سال       | عنوان        | کارگردان       |
| --------- | ------------ | -------------- |
| ۱۳۷۰–۱۳۷۱ | قصه‌های مجید  | کیومرث پوراحمد |
| ۱۳۷۲–۱۳۷۳ | آپارتمان     | اصغر هاشمی     |
| ۱۳۸۰      | خواب و بیدار | مهدی فخیم‌زاده  |
| ۱۳۸۸      | خسته دلان    | سیروس الوند    |

سایر آثار
موسیقی تیتراژ برنامهٔ رادیویی خانه و خانواده

## نامزدی‌ها و جوایز
| سال  | عنوان فیلم   | عنوان جایزه                                                    | نتیجه |
| ---- | ------------ | -------------------------------------------------------------- | ----- |
| ۱۳۶۸ | هامون        | سیمرغ بلورین بهترین موسیقی متن هشتمین دوره جشنواره فیلم فجر    | نامزد |
| ۱۳۷۲ | بلندی‌های صفر | سیمرغ بلورین بهترین موسیقی متن دوازدهمین جشنواره فیلم فجر      | برنده |
| ۱۳۷۲ | چشم شیطان    | سیمرغ بلورین بهترین موسیقی متن دوازدهمین جشنواره فیلم فجر      | برنده |
| ۱۳۷۴ | خواهران غریب | سیمرغ بلورین بهترین موسیقی متن چهاردهمین دوره جشنواره فیلم فجر | نامزد |
|      | خواهران غریب | بهترین موسیقی فیلم جشنواره فیلم مالزی                          |       |
| ۱۳۸۰ | قارچ سمی     | سیمرغ بلورین بهترین موسیقی متن بیستمین دوره جشنواره فیلم فجر   | برنده |
| ۱۳۸۲ | قارچ سمی     | بهترین موسیقی فیلم هفتمین دوره جشن خانه سینما                  | نامزد |
| ۱۳۸۲ | قارچ سمی     | لوح زرین انتخاب ویژه سال سومین دوره منتخب سایت ایران آکتور     | نامزد |
| ۱۳۸۳ | شمعی در باد  | تندیس زرین بهترین موسیقی متن هشتمین دوره جشن خانه سینما        | نامزد |
| ۱۳۹۰ | گشت ارشاد    | دیپلم افتخار بهترین موسیقی متن سی‌امین دوره جشنواره فیلم فجر    | برنده |